# Dallas Mavericks
Dallas Mavericks (ofta kallade Mavs) är en amerikansk basketorganisation, bildad 1980, vars lag är baserat i Dallas, Texas och spelar i National Basketball Association (NBA). Mavericks ägdes helt av entreprenören Mark Cuban, som köpte dem år 2000 för 285 miljoner amerikanska dollar. I december 2023 sålde Cuban 73% av Mavericks till ett konsortium bestående av Miriam Adelson, Patrick Dumont och Sivan Dumont.
Sedan säsong 2001/2002 spelar laget sina hemmamatcher i American Airlines Center, som de delar med NHL-laget Dallas Stars.
Laget tillhörde under 2000-talet topplagen i ligan, och lyckades säsongen 2010/2011 vinna den efterlängtade NBA-titeln mot Miami Heat med 4–2 i matcher. Innan dess var man närmast säsongen 2005/2006 då man gick till NBA-final men förlorade mot Miami Heat med 2–4 i matcher.
Dallas Mavericks mest tongivande spelare var under drygt 20 år tysken Dirk Nowitzki. Nowitzki spelade hela sin NBA-karriär för Mavericks, från 1998 till 2019, och anses som en av NBA:s främsta spelare genom tiderna.

## Spelartruppen 2025/2026
Senast uppdaterad: 3 juli 2025.

Alla spelare som har kontrakt med Dallas Mavericks. Spelarnas löner är i amerikanska dollar och är vad de skulle få ut om spelarna vore i NBA-truppen under hela säsongen.
| Nr                                |            | Namn                    | Pos   | Lön 25/26   |        | Kontrakt | Kom till laget | Kom ifrån               |
| --------------------------------- | ---------- | ----------------------- | ----- | ----------- | ------ | -------- | -------------- | ----------------------- |
| 00                                | USA        | Max Christie            | SG    | $7 714 286  | [ 5 ]  | 2028     | 2025           | Los Angeles Lakers      |
| 0                                 | Australien | Dante Exum              | PG/SG | $3 303 370  | [ 6 ]  | 2026     | 2023           | KK Partizan             |
| 1                                 | USA        | Jaden Hardy             | SG/PG | $6 000 000  | [ 7 ]  | 2028     | 2022           | Sacramento Kings        |
| 2                                 | USA        | Dereck Lively II        | C     | $5 252 360  | [ 8 ]  | 2027     | 2023           | Duke Blue Devils        |
| 3                                 | USA        | Anthony Davis1 − 2012   | C/PF  | $54 126 380 | [ 9 ]  | 2028     | 2025           | Los Angeles Lakers      |
| 5                                 | USA        | D'Angelo Russell        | PG    | $6 250 000  | [ 10 ] | 2027     | 2025           | Brooklyn Nets           |
| 7                                 | Kanada     | Dwight Powell           | C/PF  | $4 000 000  | [ 11 ] | 2026     | 2014           | Cleveland Cavaliers     |
| 8                                 | Kanada     | Olivier-Maxence Prosper | SF/PF | $3 007 080  | [ 12 ] | 2027     | 2023           | Marquette Golden Eagles |
| 10                                | USA        | Brandon Williams        | PG    | $2 270 735  | [ 13 ] | 2026     | 2023           | Osceola Magic           |
| 11                                | USA        | Kyrie Irving1 − 2011    | PG/SG | $36 728 395 | [ 14 ] | 2028     | 2023           | Brooklyn Nets           |
| 13                                | USA        | Naji Marshall           | SF    | $9 000 000  | [ 15 ] | 2027     | 2024           | New Orleans Pelicans    |
| 16                                | USA        | Caleb Martin            | SF    | $8 556 451  | [ 16 ] | 2028     | 2025           | Philadelphia 76ers      |
| 21                                | USA        | Daniel Gafford          | C     | $14 386 320 | [ 17 ] | 2029     | 2024           | Washington Wizards      |
| 25                                | USA        | P.J. Washington         | PF    | $14 152 174 | [ 18 ] | 2026     | 2024           | Charlotte Hornets       |
| 31                                | USA        | Klay Thompson           | SG    | $16 666 667 | [ 19 ] | 2027     | 2024           | Golden State Warriors   |
| 32                                | USA        | Cooper Flagg1 − 2025    | PF    | $13 825 944 | [ 20 ] | 2029     | 2025           | Duke Blue Devils        |
| --                                | Guinea     | Moussa Cissé            | PF/C  | $1 272 868  | [ 21 ] | 2026     | 2025           | Memphis Tigers          |
| --                                | USA        | Matthew Cleveland       | SF    | $1 272 868  | [ 22 ] | 2026     | 2025           | Miami Hurricanes        |
| Tvåvägskontrakt                   |            |                         |       |             |        |          |                |                         |
| Nr                                |            | Namn                    | Pos   | Lön 25/26   |        | Kontrakt | Kom till laget | Kom ifrån               |
| --                                | USA        | Miles Kelly             | SF/PF | $636 434    | [ 23 ] | 2026     | 2025           | Auburn Tigers           |
| --                                | Kanada     | Ryan Nembhard           | PG    | $636 434    | [ 24 ] | 2026     | 2025           | Gonzaga Bulldogs        |
| Positioner: PG – SG – SF – PF – C |            |                         |       |             |        |          |                |                         |